# Фоменко Микола Володимирович
Микола Володимирович Фоменко (нар.. 30 квітня 1962 року, Ленінград) — радянський і російський актор кіно та дубляжу, сценарист, автор пісень, кінокомпозитор, теле- та радіоведучий, музикант, співак, один із засновників та учасник біт-квартету «Секрет». Також відомий як спортивний коментатор, журналіст і шоумен. Заслужений артист Росії (1999), майстер спорту з гірськолижного спорту, Майстер спорту Росії міжнародного класу з автоспорту, колишній президент Marussia Motors.

## Біографія
Народився в Ленінграді (нині Санкт-Петербург) 30 квітня 1962 року. Мати — Галина Миколаївна Фоменко (уроджена — Федорова), по бабусі з дворян Скрипіциних, балерина, до Вагановського хореографічного училища її визначила Галина Уланова. Втім, через травми меніска була змушена змінити професію і стала інженером-будівельником. Батько — Фоменко Володимир Іванович, фізик-метролог, довгі роки пропрацював у ВНДІ метрології. Микола навчався у школі № 222, яка на той час була перепрофільована у Школу олімпійського резерву. Одночасно з навчанням у школі займався у Театрі юнацької творчості (ТЮТ).
Після школи закінчив Ленінградський державний інститут театру, музики та кінематографії (ЛДІТМіК).

## Особисте життя
- У 1980—1985 роках першою дружиною Миколи Фоменка була Олена — донька народного артиста СРСР Рема Лебедєва та актриси Ленінградського ТЮЗу Людмили Красікової
  - донька Катерина Миколаївна, у шлюбі Гришковець (нар.. 12 серпня 1981), закінчила факультет міжнародної журналістики МДІМВ, в 2004 році працювала в газеті «КоммерсантЪ»
    - онука Аглая (2004)
    - онука Маша (2005)
- У 1985—1995 роках друга дружина Людмила Гончарук — солістка ансамблю армійського танцю
- З 1995 по 2008 рік — третя дружина Марія Голубкіна — акторка театру і кіно, донька народної артистки РРФСР Лариси Голубкіної
  - донька Анастасія Миколаївна Фоменко (нар. 1998)
  - син Іван Миколайович Фоменко (нар.. 2003)
- Четверта дружина Кутобаєва (Фоменко) Наталія Володимирівна (нар.. 9 серпня 1975), була прес-секретарем губернатора Санкт-Петербурга Валентини Матвієнко, з 2011 року — керівник Прес-служби Ради Федерації. Любить автомобілі та екстремальні види спорту, серйозно захоплювалася віндсерфінгом
  - син Василь Миколайович Фоменко (нар.. 9 квітня 2009 року)

## Музична кар'єра

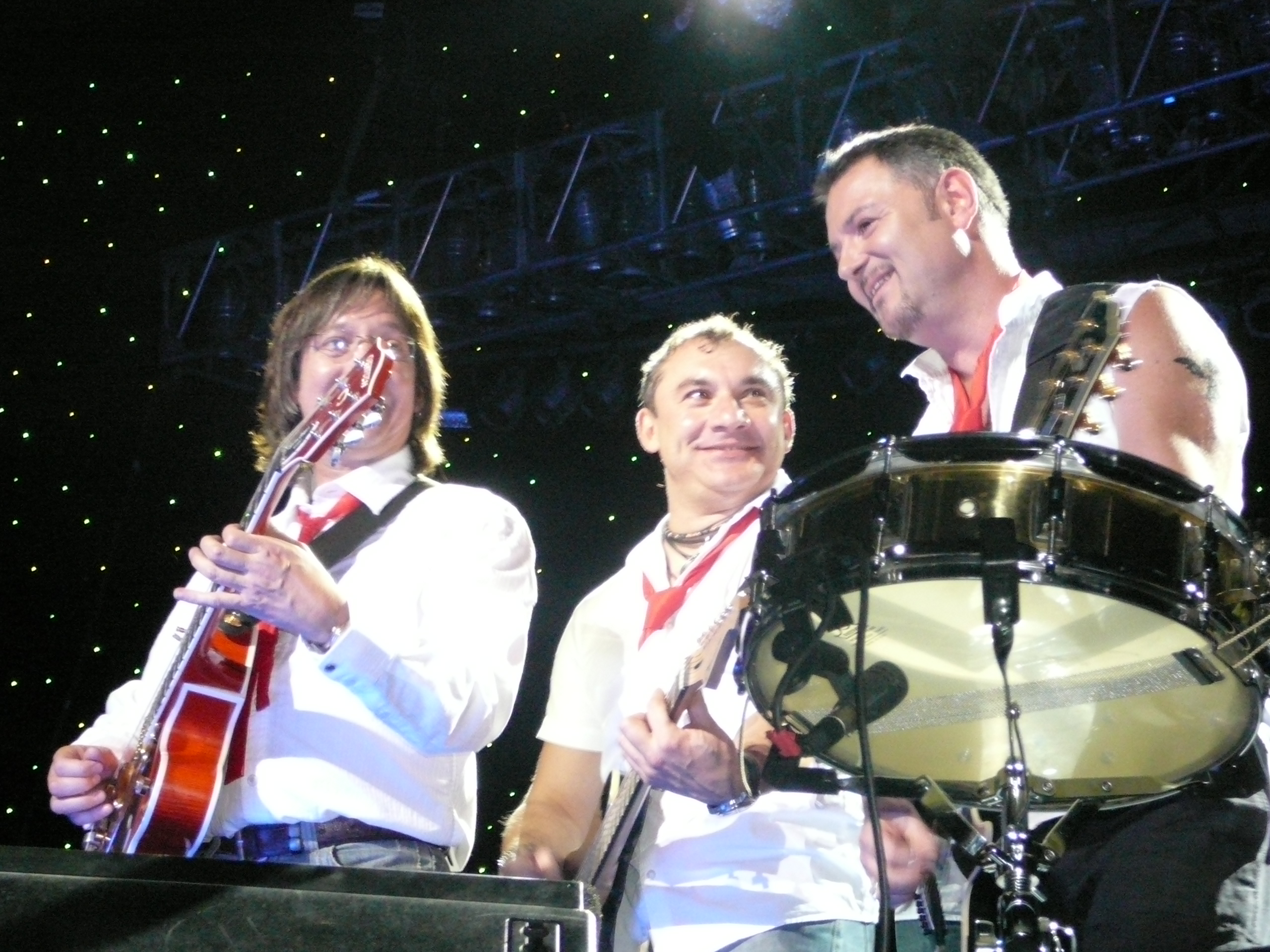
Микола Фоменко (у центрі) на концерті «Секрету», 2007 рік

Під час навчання в інституті Микола Фоменко  у 1983 році разом з Максимом Леонідовим та Дмитром Рубіним організував музичний гурт «Секрет». Гурт мав величезний успіх в СРСР з середини 1980-х до початку 1990-х років. Був автором музики і слів до багатьох пісень гурту.
Покинув гурт у 1996 році. Кілька разів повертався і залишав його. Остаточно повернувся в гурт у 2010 році.
У 2009 році вийшла у світ рок-опера Олександра Градського «Майстер і Маргарита», де Фоменко виконав партію Коров'єва.

## Творчість
У кіно спочатку з'явився в епізодичних ролях в картинах «Швидкість» (1983), «Як стати зіркою» (1986), «Анекдоти» (1990) та інших. Першою великою роллю став Коля у фільмі Володимира Машкова «Сирота казанська» (1997).
У театрі грав головні ролі в таких спектаклях, як «Сарана», «Сурмач на площі», «Що трапилося у зоопарку», «Собаче серце» і «Тригрошова опера».

### Фільмографія
1. 1983 —  Швидкість — Коля, студент в майстерні Лагутіна (роль озвучив інший артист)
2. 1986 — Як стати зіркою —  музикант біт-квартету «Секрет»
3. 1988 — Троє —  епізод
4. 1990 — Анекдоти —  «Бетховен» / дама в ресторані / гармоніст / диригент
5. 1993 — Сухі та мокрі —  Кутерьма Іванович Заза / бандит Гомес / поліцейський / Тереза / Лаура / дон Роберто
6. 1995 — Старі пісні про головне —  тваринник
7. 1996 — Старі пісні про головне 2 —  Коля, таксист / фронтовик
8. 1997 — Сирота казанська —  Микола (Коля), наречений Насті, тракторист
9. 1997 — Старі пісні про головне 3 —  диктор телебачення / розвідник у кафе / 1-й з хокейної трійки
10. 1999 —  Місячний тато —  Ясир, льотчик
11. 1999 —  Небо в алмазах —  Антон Чехов
12. 1999 — Святий і Грішний —  наречений дочки Тудишкіна
13. 2000 — Старі шкапи —  Василь Георгійович Хоменко, бізнесмен
14. 2000 —  Чек —  Чорний
15. 2001 — Жіноче щастя —  директор бюро щастя
16. 2001 —  Старі пісні про головне. Постскриптум —  Остап Бендер
17. 2001 — Чудеса, та й годі, або Щука по-московськи
18. 2001 — «Єралаш», «Водопровідник», реж. Ю. Алавердов (випуск 147, епізод 3)
19. 2002 —  Шик —  Ботя
20. 2003 — Ключ від спальні —  Вахлаков
21. 2003 —  Пан або пропав — Болеслав (Бобусь) Жупел-Шумлівчинський
22. 2003 — Убивча сила — 5 (Фільм 1. «Лазурний берег») —  Михайло Дем'янович Троїцький
23. 2004 — Небо і земля —  пасажир в буфеті  (немає в титрах)
24. 2005 —  Дванадцять стільців —  Остап Бендер
25. 2005 — Перший Скорий —  камео
26. 2006 — Ви не залишите мене … —  Еммануїл Мухін, скрипаль
27. 2006 — Перший вдома —  камео
28. 2007 —  Натурниця —  Микола Карпов
29. 2007 —  Глянець
30. 2008 —  Апостол —  Олексій Іванович Хромов, капітан державної безпеки, згодом старший майор державної безпеки
31. 2008 — Чарівник —  Геннадій Прохоренков, капітан
32. 2008 —  День радіо —  камео, музикант в ефірі радіостанції
33. 2008 — Золота рибка (мюзикл) —  Джеймс Бонд / Джек Спарроу
34. 2008 — Червона вода —  Порш
35. 2009 —  Золотий ключик (мюзикл) —  Карабас-Барабас
36. 2010 — Людина з бульвару Капуцинів —  Той, хто дивиться, місцевий авторитет
37. 2010 — Пізанська вежа
38. 2011 — Крисоловка /  Rotilõks
39. 2014 — Повний вперед! —  фізрук
40. 2016 — Синя троянда
41. 2017 — Ви все мене дратуйте! —  Борис Дмитрович
42. 2017 — Знайти чоловіка Дарині Климовій —  Філ

### Озвучування мультфільмів
1. 1993 — Жах перед Різдвом — Угі Бугі (роль Кена Пейджа, дубляж 2005 р.)
2. 2006 — Гроза мурах — Зак (роль Ніколаса Кейджа)
3. 2009 — Правдива історія Кота в чоботях — Le chat (роль Жерома Дешама)
4. 2011 — Смішарики. Початок — закадрове виконання пісні «Перехожий»
5. 2017 — Рок Дог — Ангус Скаттергуд (роль Едді Іззарда)

### Сценарист
1. 1993 — Сухі та мокрі

### Продюсер
1. 1993 — Сухі та мокрі

### Композиторська фільмографія
1. 1990 — Анекдоти
2. 1992 — Фанданго для мавпи
3. 2013 — Ялинки 3

### Театральні роботи
- 2015 — «И снова с наступающим» (Театр русской песни, Москва)[8]

## Телевізійна кар'єра
- 1969 — «Малышкина сказка» (Ленінградська програма ЦТ) — учасник програми[9]
- 1984—1985 — «Кружатся диски» (Ленінградська програма ЦТ) — автор сценарію
- 1986—1987 — «Ранкова пошта» (Перша програма ЦТ, три передачі (автор сценарію та ведучий)[10]
- 1986—1987 —  «Радіо Вертикаль»  —  автор і ведучий
- 1986—1987 —  «Тобі вирішувати»  —  автор і ведучий
- 1990 — «Топ-секрет» — автор і ведучий
- 1990 — «Поп-Антена» — автор і ведучий
- 1992 — «Оба-на!» (1-й канал Останкіно) — автор, ведучий, актор
- 1992—1993 — «МузОбоз» на пароплаві (круїзи) (1-й канал Останкіно)
- 1992—1994 — « 50х50» (1-й канал Останкіно) — провідний, пізніше — режисер
- 1994 — «Я майже знаменитий» (ТВ-6) — автор і ведучий
- 1994 — «Доброго ранку з Леонідом Лейкін» (ТВ-6) — продюсер
- 1994—1996 — «Простіше простого» ( МТК, пізніше —  РТР, НТВ) — провідний
- 1996 — «Вимкни телевізор» ( ОРТ) — ведучий або учасник
- 1996 року, 2014 року — КВН. Вища ліга ( ОРТ / Перший канал) — член журі
- 1996—1997 — «Русские цвяхи» (ОРТ, пізніше — НТВ) — автор і ведучий[11]
- 1996—1997 — «С праздничком!» (СТС) — ведучий
- 1997—1998 — «Империя страсти» (НТВ, пізніше у повторах на ТНТ) — автор та ведучий[12]
- 1997—1998 — «Перехват» (НТВ, пізніше у повторах на СТС) — ведучий[13]
- 1998—2005 — «Золотий Грамофон» (НТВ, пізніше — Перший канал) — ведучий[14][15][16]
- 1998—2003 — «Титаны рестлинга» (ТНТ (телеканал))[17] — коментатор[18]
- 1999 — «Телеспецназ» (НТВ, пізніше у повторах на ТНТ (телеканал)) — ведучий
- 1999 — «Игра с Фоменко» (НТВ-Плюс Україна, ТНТ) — ведучий (на телебаченні показана у 2002 році)
- 1999—2001 — «Полундра!» (НТВ) — ведучий[19]
- 2000 — «Экстремальные ситуации» (НТВ) — ведущий[20][21]
- 2000 — «Песни с Фоменко» (НТВ, пізніше у повторах на ТНТ) — ведучий[22]
- 2002—2003 — «Форс-мажор» (ОРТ/Перший канал) — ведучий[23]
- 2003 — «Останній герой—3» (Перший канал) — ведучий[24]
- 2003 — «Большие гонки» (Перший канал) — художній керівник, учасник[25]
- 2004—2005 — «Пан или пропал» (Перший канал) — ведучий[26][27]
- 2004—2008 — «Настоящий герой» (П'ятий канал) — ведучий[28]
- 2005 — «Человек из ящика» (ТВЦ) — співведучий («головний глядач») у першому випуску[29]
- 2006—2008 — «Счастливый рейс» (НТВ) — ведучий[30]
- 2007—2008 — «Слабое звено» (П'ятий канал) — ведучий[31]
- 2008 — «50 блондинок» (Россия) — ведущий[32]
- 2009 — «Top Gear. Російська версія» (РЕН ТВ) — ведучий[33]
- 2010 — «Top Gear» (Росія-2) —  Джеремі Кларксон (Дубляж)
- 2013 — « Креативний клас» (СТС) — член журі
- 2013 — « Нова хвиля» (Росія-1) — ведучий
- 2013 — КВН. Кубок міністра оборони ( Зірка) — член журі
- 2014 року — « Артист» (Росія-1) — член журі
- 2015 — «Парк» (Перший канал) — ведучий[34][35]
- 2016 — «Салтыков-Щедрин шоу» (НТВ) — ведучий[36].

Проекти, що не вийшли у ефір
- 1999 — «Закрытый просмотр»;
- 2003 — «Беглец» (Перший канал)[37].

Телефільми
- 1990 — «Красные дьяволята-3»;
- 1993 — «Сухие и мокрые» — Кутерьма Іванович Заза, Гомес, Тереза, Лаура, поліцейський, дон Роберто

Новорічні програми
- «Старі пісні про головне» — 1, 2, 3, Постскриптум (1996, 1997, 1998, 2000);
- «Новый год на НТВ» (1998, 1999) — ведучий[38], слово якому по телемосту передала кукла Єльцина;
- «Женское счастье», НТВ, 2001[39];
- «Двенадцать стульев», Перший канал, 2004;
- «Ночь в стиле диско», СТС, 2004 (у складі гурту «Секрет», пісня «Back in USSR»);
- «Первая ночь с Олегом Меньшиковым», НТВ, 2004 (пісні «Прощай, детка» з гуртом «Чайф» та «Милый» з Марією Голубкіною);
- «Первый Скорый», Перший канал, 2005.
- «Первый дома», Перший канал, 2006[40].
- «Золотая рыбка», канал Россия, 2008.
- «Золотий ключик», канал Росія, 2009.

Часто знимався в рекламних роликах. Зокрема, в кінці 1990-х років був одним з персон рекламної кампанії Грінпіс. У 2017 році став рекламним обличчям сайту Auto.ru.

## Ведучий концертів та церемоній
- Микола Фоменко був ведучим премії «Чартова дюжина-2016» в Москві.

## Радіо
З 1995 року Фоменко працює на Російському радіо. З 1996 по 2009 рік його голос звучав в заставках рекламної служби «Російського радіо», де він розповідав жарти. Також вів кілька програм на радіо:
- Російські цвяхи (1995—2003)
- Добрий ранок, В'єтнам! (1997—1999)
- Прокол (2003—2007)
- Гучні справи (2009—2011, Російська служба новин)

З 1 лютого 2018 року Микола Фоменко  - ведучий рубрики «Фоменко на Гумор ФМ», де знову розповідає жарти.

## Нагороди і звання
- 1999 — Заслужений артист Російської Федерації — за заслуги в галузі мистецтв.
- 1998 — лауреат премії ТЕФІ за програму «Перехоплення»
- три премії «Овація» — за програми «Оба-на», «Російські цвяхи» та «Імперія пристрасті».
- 2008 — лауреат премії ТЕФІ (кращий ведучий розважальної програми)

## Кар'єра автогонщика
Інтерес до автоспорту з'явився у Миколи Фоменка ще під час навчання в інституті. Він тренувався на «Ладі», намагався серйозно займатися картингом, але тоді в Ленінграді для цього не було можливостей.
У 1994 році Влад Листьєв запросив Миколу Фоменка до команди зірок на так звані «Гонки на виживання». Він почав серйозно займатися тренуваннями під керівництвом Ігоря Кузнецова. Підсумком річних тренувань і заїздів стали кілька перемог у «Гонках на виживання» в 1996 році, а потім і бронзова нагорода у кубку «Даніан» з ралі-кросу.
В сезоні 1997 року Фоменко тричі піднімався на третю сходинку п'єдесталу вже у шосейно-кільцевих гонках в складі команди «Miller Pilot» і в підсумку завоював звання чемпіона Росії. У тому ж році він став бронзовим призером Відкритого першості Санкт-Петербурга.
Разом з Фоменко починає виступати один з найзнаменитіших російських гонщиків Олексій Васильєв.
У 1998 році Микола Фоменко став срібним призером зимових трекових перегонів на іподромі Московської області.
У 1999 році він брав участь в чемпіонаті Росії з кільцевих автогонок у класі «Туризм».
У 2000 році Микола Фоменко та Олексій Васильєв в складі команди «ТНК racing team» продовжили участь в чемпіонаті Росії з шосейно-кільцевих гонок у класі «Туризм-1600». Незважаючи на те, що для Миколи сезон розпочався важкою аварією, команда «ТНК racing team» домоглася вражаючих результатів, а Фоменко повторив своє найвище досягнення в автоспорті, у складі команди домігшись титулу «Чемпіон Росії». «ТНК racing team» стала першою російською командою, яка отримала право на участь у чемпіонаті Європи по класу «Гран Турінг».
У 2000 році Микола Фоменко за перемогу в чемпіонаті Росії став майстром спорту Росії з автоспорту.
У 2001 році виступав на чемпіонаті світу FIA GT з Freisinger Motorsport (9 етапів).
У 2002  участь у чемпіонаті світу FIA GT з RWS Motorsport (10 етапів), 6-е місце на трасі Донінгтон Парк (Велика Британія). Участь у гонках «24 години Дайтони» і «12 годин Себринга».
У 2003 Микола Фоменко  брав участь у чемпіонаті світу FIA GT з RWS Motorsport (10 етапів), 4-е місце на трасі Енна-Пергуза (Італія). Миколі Фоменко присвоєно звання майстер спорту міжнародного Класу Росії.
У 2004 році у складі команди Freisinger YUKOS Motorsport він став переможцем міжнародного чемпіонату з автоперегонів FIA Grand Touring в класі N-GT. В ході сезону вперше піднявся на подіум у гонці в Маньї-Курі (Франція), посівши 3 місце. Крім того, у 2004 році вступив у перший російський екіпаж, який взяв участь у легендарній гонці «24 години Ле-Мана».
В кінці 2004 року став головним редактором автомобільного журналу «Автопілот», займав цю посаду до кінця 2008 року.
У 2005 році Микола Фоменко заснував команду «Russian Age Racing», яка стала першою гоночною командою з російською ліцензією, яка виступає в чемпіонаті FIA GT. Друга спроба виступу російської команди в Ле Мане завершилася фінішем на 5 місці в GT1.
C 2005 року в якості керівника «Russian Age Racing» Микола Фоменко відкрив молодіжну програму для талановитих російських пілотів. Тренує 16-річного гонщика Івана Лукашевича, який виступає в серії Formula Palmer Audi при підтримці «Ауді Росія».
У 2007 році озвучив російську версію гри Need for Speed: ProStreet.
З лютого 2011 року по квітень 2014 року Микола Фоменко очолював інженерний відділ команди Формули-1 Marussia Virgin Racing. У листопаді 2014 року команда Marussia F1 припинила існування.

### Результати в FIA GT
| Рік  | Команда                     | Машина                | №      | Клас | Напарники                                                                 | Очки | Місце |
| ---- | --------------------------- | --------------------- | ------ | ---- | ------------------------------------------------------------------------- | ---- | ----- |
| 2000 | Freisinger Motorsport       | Porsche 996 GT3-R     | 58     | N-GT | Олексій Васильєв                                                          | 0    | —     |
| 2001 | Freisinger Racing           | Porsche 996 GT3-R     | 59     | N-GT | Олексій Васильєв Річард Кей                                               | 0    | —     |
| 2002 | RWS Motorsport              | Porsche 996 GT3-R     | 77     | N-GT | Олексій Васильєв Антоніо Гарсіа Хесус Діаз де Вілларроель                 | 1    | 28    |
| 2003 | RWS Yukos Motorsport        | Porsche 996 GT3-RS    | 77     | N-GT | Олексій Васильєв Велика Британія Адам Джонс Стефан Дауді                  | 17   | 14    |
| 2004 | Freisinger Yukos Motorsport | Porsche 996 GT3-RSR   | 77     | N-GT | Олексій Васильєв                                                          | 26   | 7     |
| 2004 | Cirtek Motorsport           | Porsche 996 GT3-RS    | 73     | N-GT | Іспанія Адам Джонс Іспанія Джон Грант США Вік Райс                        | 26   | 7     |
| 2005 | Russian Age Racing          | Ferrari 550 Maranello | 17; 18 | GT1  | Олексій Васильєв Кристоф Бушю Росія Джеймі Кемпбелл-Волтер Ніколя Мінасян | 5    | 19    |

### Гонки на витривалість— результати
| Рік  | Гонка             | Команда                                             | Машина                    | Клас  | Напарники                                                         | Місце  |
| ---- | ----------------- | --------------------------------------------------- | ------------------------- | ----- | ----------------------------------------------------------------- | ------ |
| 2003 | 24 години Дайтони | RWS Motorsport                                      | Porsche 996 GT3           | GTS   | Олексій Васильєв, Патрик Бурде, Вальтер Лехнер мол., Тецуя Танака | 28 (9) |
| 2004 | 24 години Ле-Мана | Freisinger Motorsport                               | Porsche 996 GT3-RSR       | LMGT  | Олексій Васильєв, Патрик Бурде                                    | DNF    |
| 2005 | 24 години Ле-Мана | Cirtek Motorsport/ Russian Age Racing/ Convers Team | Ferrari 550-GTS Maranello | LMGT1 | Олексій Васильєв, Кристоф Бушю                                    | 17 (5) |

### Інші види спорту
Микола Фоменко також займався гірськими лижами, отримав звання майстра спорту з гірських лиж. З 1991 по 2001 рік він грав у складі зіркової футбольної команди «Старко».

## Політика

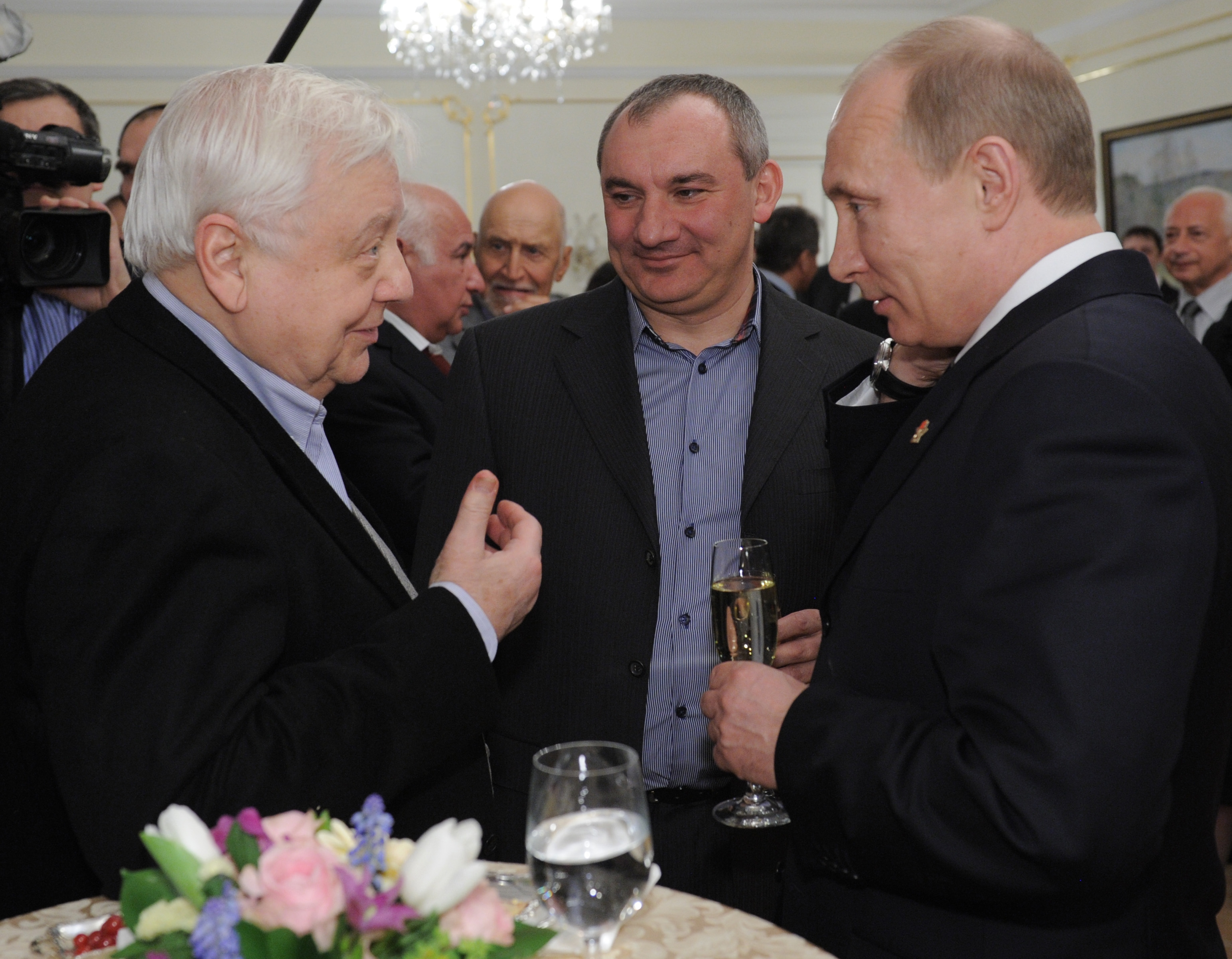
Олег Табаков, Микола Фоменко та Володимир Путін, 5 березня 2012 року

На президентських виборах 2012 року він агітував за кандидата Володимира Путіна, знявся у рекламному ролику на його підтримку.
У листопаді 2016 року в інтерв'ю латиському радіо «Балтком» Микола Фоменко заявив про російське суспільство та його сприйняття західних цінностей:
|  | «Дуже важко росіянам, на них за останні десять років обрушилася цивілізація світова. Німці з «Мерседесом» разом 110 років, розумієте? І вони виросли всі з ним, це всередині генотипу. А тут, уявляєте, десять років як на людину обрушилося: він може машину купити, він може поїхати за кордон. Ці машини, електроніка, нові телевізори - цього ж ніколи не було у нього, він нічого про це не знає. Він потихеньку божеволіє і тому біжить, підкладає свиней і невідомо що, плюється, кидається чимось - це їхня думка і розуміння. Божевільних стало більше ». |

На президентських виборах 2018 року був довіреною особою кандидата Бориса Титова.
Фігурант бази даних центру «Миротворець».

## Факти
- Спочатку повинен був грати в серіалі «Фізрук» головну роль — вчителя фізичної культури Олега Євгеновича Фоміна. Саме під нього писався сценарій до цього серіалу, однак Фоменко не зміг навіть прийти на проби. Його роль зіграв Дмитро Нагієв, який також змінив його в «Жартах Російського радіо». Втім, від Фоменко головному герою дісталося прізвисько Хома.
- У 2014 році вийшов фільм «Повний вперед!», в якому Фоменко все ж зіграв роль фізрука.
- В дитинстві Микола Фоменко займався грою на скрипці. У 2016 році підготував великий концерт разом зі скрипалькою Ганною Кім і аранжувальником Феліксом Ільїних. У програмі звучали класичні твори Вівальді, Баха і Чайковського.
- Микола Фоменко знімався в рекламі автомобільного сайту Auto.ru.